# 迪米特尔·斯塔尼舍夫
迪米特尔·雅科夫·斯塔尼舍夫（1924年5月11日—2000年1月4日），是保加利亚共产党中央书记处书记，托多尔·日夫科夫的挚友之一，儿子谢尔盖·斯塔尼舍夫曾出任保加利亚总理。